# Flugplatz Eichstätt

i7
i11
i13
Der Flugplatz Eichstätt (ICAO-Code: EDPE) ist der Sonderlandeplatz der oberbayerischen Stadt Eichstätt. Er wird von dem Fliegerclub Eichstätt e. V. betrieben.

## Lage

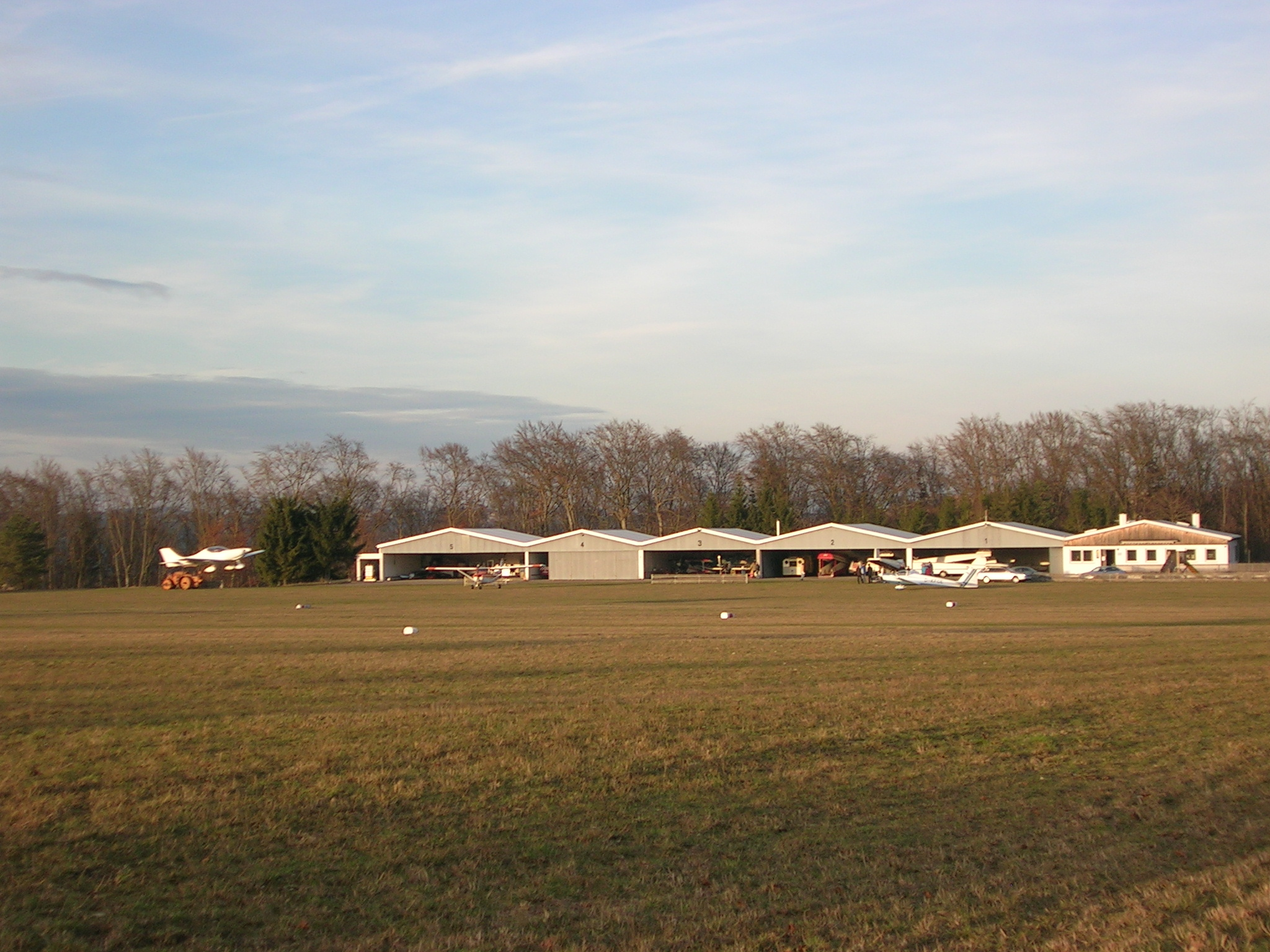
Flugplatz Eichstätt, Blick von Süden (2012)

Der Flugplatz liegt etwa zwei Kilometer südlich des Stadtzentrums von Eichstätt auf einem deutlich exponierten Plateau, der Waschette, (bairischer Ausdruck, eigentliche Flurbezeichnung: Maierwiese auf den Waschegerten) in einer Höhe von 515 bis 522 m ü. NN. Westlich befinden sich der Ortsteil Wasserzell und die Trasse der  Nebenbahn Eichstätt. Naturräumlich liegt der Flugplatz am südlichen Rand des Fränkischen Jura. Nördlich fällt das Gelände steil zu dem Tal der Altmühl hin ab, südlich steigt es allmählich zur Schutter ab, die beide östlich in die Donau münden.

## Flugplatz und Ausstattung
Der Flugplatz ist für Luftfahrzeuge bis 2000 kg sowie für Hubschrauber bis 5000 kg Höchstabfluggewicht zugelassen. Der Halter des Flugplatzes ist der Fliegerclub Eichstätt e. V.
Es bestehen mehrere Wirtschaftsgebäude, ein Hangar, eine Werkstatt, eine Windenstarteinrichtung und es gibt eine Tankmöglichkeit. Zudem gibt es ein Vereinsheim mit Terrasse sowie einen Kinderspielplatz. Auf dem Flugplatz sind eine Flugschule und 15 Flugzeuge stationiert.

## Geschichte
Ein Segel- und Modellflugbetrieb fand in Eichstätt vereinzelt bereits vor dem Zweiten Weltkrieg in einer Ortsgruppe des Deutschen Luftsportverbandes (DLV) statt. Nach dem Ende des Flugverbotes der Alliierten wurde am 6. Januar 1950 der Fliegerclub Eichstätt e. V. gegründet. Im Juni 1951 begann der Verein mit dem wieder erlaubten Segelflug. Nach mehreren Starts auf dem Volksfestplatz, am Häringhof und auf den Aumühlwiesen wurde 1952 der Flugplatz auf der Waschetten bezogen.
Im Jahr 1975 brannten die Bauten auf dem Flugplatz teilweise nieder, wobei vier Vereinssegelflugzeuge sowie zwei private Flugzeuge verloren gingen.

## Zwischenfälle
- Am 17. Juni 1977 stürzte ein Flugzeug bei Dollnstein ab, wobei ein Vereinsmitglied ums Leben kam.[8]
- Am 5. August 1978 ereignete sich ein Flugzeugabsturz, bei dem ein Flugzeugführer und seine Ehefrau ums Leben kamen.[8]
- Im Juni 1988 blieb ein Segelflugzeug des Typs Schleicher K 8 beim Landeanflug in den Baumkronen hängen.[9]
- Am 6. Juni 1998 stürzte eine Bölkow 207 (Kennzeichen D-EJAR) nach einer Zwischenlandung in Eichstätt beim Start in den Wald und brannte aus. Vier Personen fanden hierbei den Tod.[10][11]
- Am 8. September 2018 gegen 16:15 Uhr stürzte ein Ultraleichtflugzeug des Typs WT-9 kurz nach dem Start am Flugplatz bei gutem Wetter aus noch ungeklärter Ursache ab, wobei beide Piloten schwer verletzt wurden.[12][13][14][15]

## Verkehr

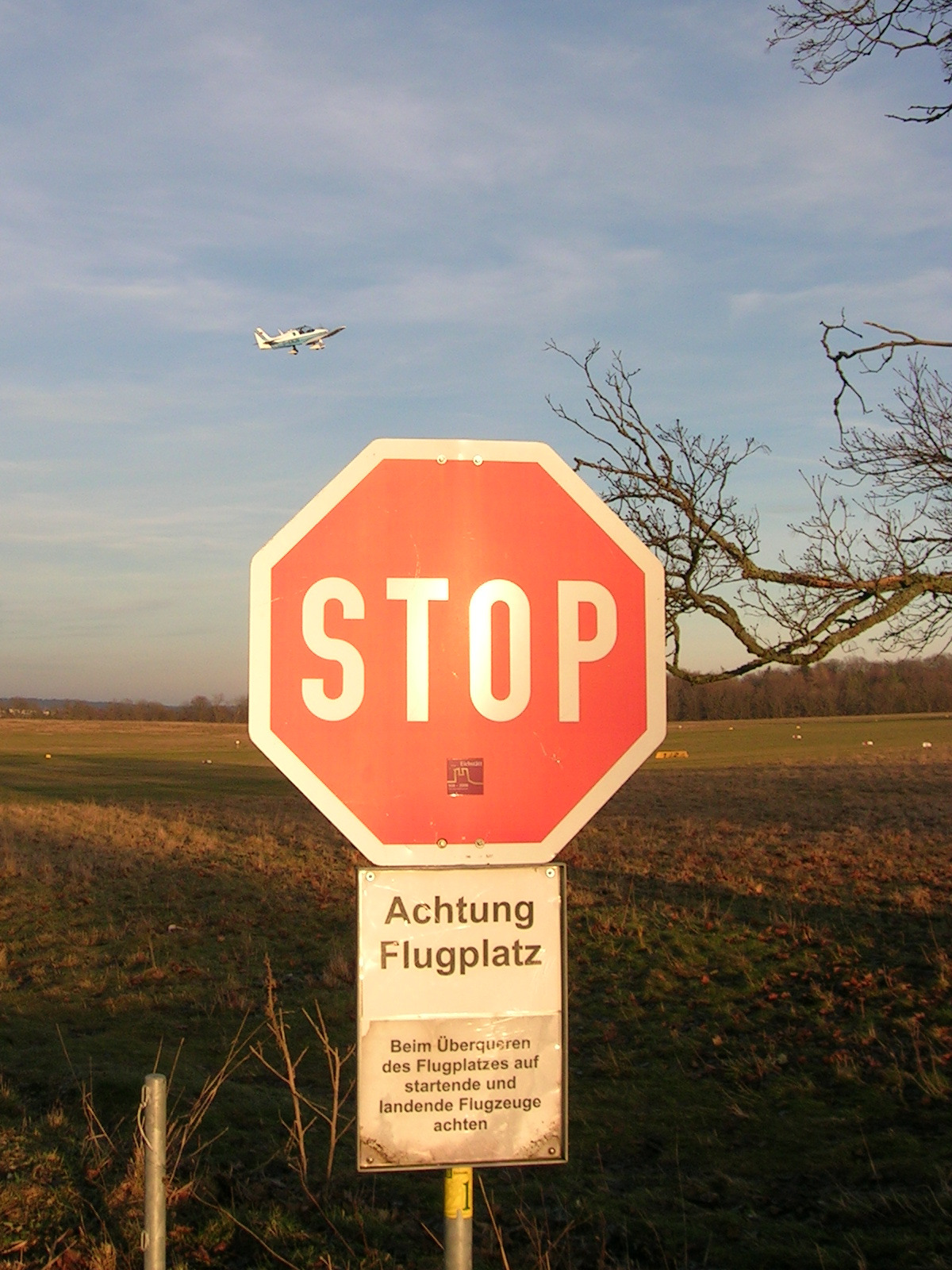
Schild am Fußweg über den Flugplatz Eichstätt, Blick von Süden

Eine Gemeindestraße erschließt den Flugplatz zu der unmittelbar nördlich im Altmühltal verlaufenden Bundesstraße 13 hin. Der ÖPNV bedient den Flugplatz nicht, die nächstgelegenen Zustiegsmöglichkeiten bestehen im knapp 2 km entfernten Eichstätt-Bahnhof und im knapp 3 km entfernten Wasserzell zur Nebenbahn Eichstätt sowie im etwa 3 km entfernten Rebdorf zur Buslinien Nr. 110 und Nr. 120 Landershofen – Zentrum – Weinleite bzw. Weinleite – Zentrum – Landershofen.
Ein Fußweg führt direkt über den Flugplatz.